# Гельголанд (аэропорт)
Аэропорт Гельголанд (ИАТА: HGL, ИКАО: EDXH) — региональный аэропорт на острове Дюне архипелага Гельголанд.

## История
Аэродром на острове Дюне был создан во времена Нацистской Германии в рамках проекта Hummerschere. Правительство Германии расширило остров Дюне за счёт песка, чтобы построить на нём порт. Также был построен аэродром, который во время Второй мировой войны использовался в основном как запасной аэродром. С апреля по октябрь 1943 года на аэродроме базировалась истребительная эскадрилья Гельголанда (позже была переименованная в 11-ю истребительную дивизию). После окончания войны Дюна и Гельголанд были оккупированы Великобританией и аэродром прекратил работу. В 1962 году аэродром был вновь открыт.
С 2005 по 2006 год основная взлётно-посадочная полоса аэропорта (15/33) была расширена с 400 м в длину до 480 м в соответствии с правилами Европейского Союза о коммерческом воздушном движении.

## Инфраструктура
Три взлётно-посадочные полосы аэропорта имею относительно короткую длину. Все три ВПП покрыты бетоном. Самая длинная взлётно-посадочная полоса аэропорта 15/33 была официально введена в эксплуатацию 6 мая 2006 года, её длина — 480 м, ширина — 30 м. Полоса 03/21 имеет длину 321 м и ширину 20. Полоса 06/24 имеет длину 257 м и ширину 12. Также действует вертолётная площадка.

## Авиакомпании и пункты назначения
Авиакомпания OFD Ostfriesischer-Flug-Dienst выполняет из аэропорта Гельголанд рейсы в Нордхольц—Шпика (ранее Куксхафен/Нордхольц) и Хайде—Бюсум. Также выполняются грузовые чартерные рейсы на другие острова Германии, такие как Вангероге.

## Пассажиропоток
Данные из запроса в Викиданные.

## Авиационные происшествия и катастрофы
- 27 Мая 1972 года самолет De Havilland Canada DHC-6 Twin Otter авиакомпании General Air[нем.] потерпел катастрофу вскоре после взлёта из аэропорта Гельголанд. Из тринадцати человек находившихся на борту восемь погибли[6].
- 24 Марта 1974 года в аэропорту Гельголанд экипаж Boeing 737-200 (в самолёте не было пассажиров) авиакомпании Lufthansa предпринял попытку несанкционированной посадки в аэропорту Гельголанд на полосу 15/30, длина которой на момент происшествия составляла 400 м, но не сумев остановиться, начал разгоняться и взлетел с полосы[7].